# Pat Tiberi

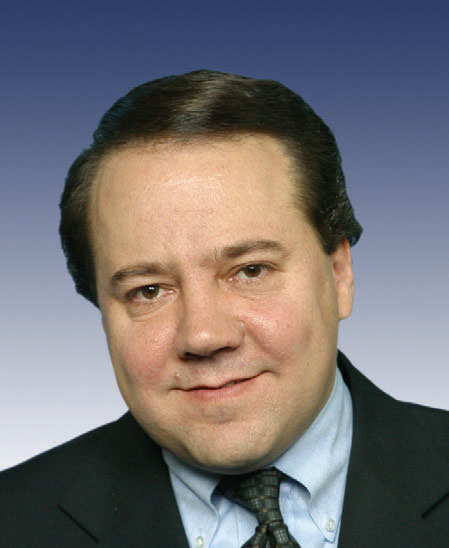
Pat Tiberi

Patrick Joseph "Pat" Tiberi, född 21 oktober 1962 i Columbus, Ohio, är en amerikansk republikansk politiker. Han representerade delstaten Ohios tolfte distrikt i USA:s representanthus från 2001 till år 2018.
Tiberi gick i skola i Northland High School i Columbus och avlade sedan 1985 sin kandidatexamen vid Ohio State University.
Kongressledamoten John Kasich kandiderade inte till omval i kongressvalet 2000. Tiberi vann valet och efterträdde Kasich i representanthuset i januari 2001. Han har omvalts fyra gånger.
I oktober 2017, meddelade Tiberi sin plan att avgå från kongressen i januari 2018. Hans sista dag i tjänst var den 15 januari.
Tiberi är katolik av italiensk härkomst. Han och hustrun Denice har fyra döttrar.